# Craniosacraal therapie
Craniosacraal therapie is een alternatieve behandeling die haar naam ontleent aan het craniosacraal systeem van de mens. Via zachte aanraking wordt een beroep gedaan op het zelfherstellend vermogen van het lichaam. Craniosacraal therapie is ontstaan vanuit de osteopathie.
Er zijn onderzoeken gedaan naar de effectiviteit van de behandeling bij pijnklachten en allerlei symptomen bij functionele klachten.

## Geschiedenis
Craniosacraal therapie vindt zijn oorsprong in de osteopathie ontwikkeld door de Amerikaanse medicus Dr. Andrew T. Still (1828-1917). De Amerikaanse osteopaat William G. Sutherland (1873-1954) breidde het uit tot craniale osteopathie. Sutherland is verantwoordelijk voor de meeste technieken die worden gebruikt. Hij heeft het belang van het craniosacraal systeem onderkend en onderwezen rond de jaren 1940. Het werd verfijnd en gecodificeerd door zijn student Harold Magoun in de jaren 1950 en door deze onderwezen aan John E. Upledger in de late jaren 1960.
Upledger ontwikkelde het tot wat hij craniosacraal therapie noemde. Hij vergeleek craniosacraal therapie met craniale osteopathie en schreef: "Dr. Sutherland's ontdekking met betrekking tot de flexibiliteit van schedelhechtingen, leidde tot het vroege onderzoek achter craniosacraal therapie. Beide benaderingen beïnvloeden de schedel, het heiligbeen en het stuitbeen, daar houden de overeenkomsten op".
Van 1975 tot 1983 werkten Upledger en neurofysioloog en histoloog Ernest W. Retzlaff aan de Michigan State University als klinische onderzoeker en hoogleraar.

## Toepasbaarheid
Het doel van craniosacraal therapie is de behandelde door middel van lichte aanrakingen zo goed mogelijk te laten functioneren. Lichte aanraking ter facilitatie van het sensomotorisch zelfregulerend vermogen. 
De therapie kan worden toegepast bij allerlei uiteenlopende functionele klachten:
- Leer-, gedrags- en concentratieproblemen, zoals ADHD.
- Migraine, hoofdpijn, sinusitis, tinnitus.[10]
- Chronische vermoeidheid.
- Slaapstoornissen.
- Aangezichtspijn.
- Psychische klachten, stress, burn-out.
- Chronische klachten zonder aanwijsbare oorzaak.[11]
- Bekkenbodemklachten en lagere urinewegsymptomen.[3]
- Klachten van het bewegingsapparaat: rug-, nek- en schouderklachten, RSI, whiplash.[2][12]
- Deze lijst is zuiver indicatief als voorbeeld van functionele klachten.

## De behandeling

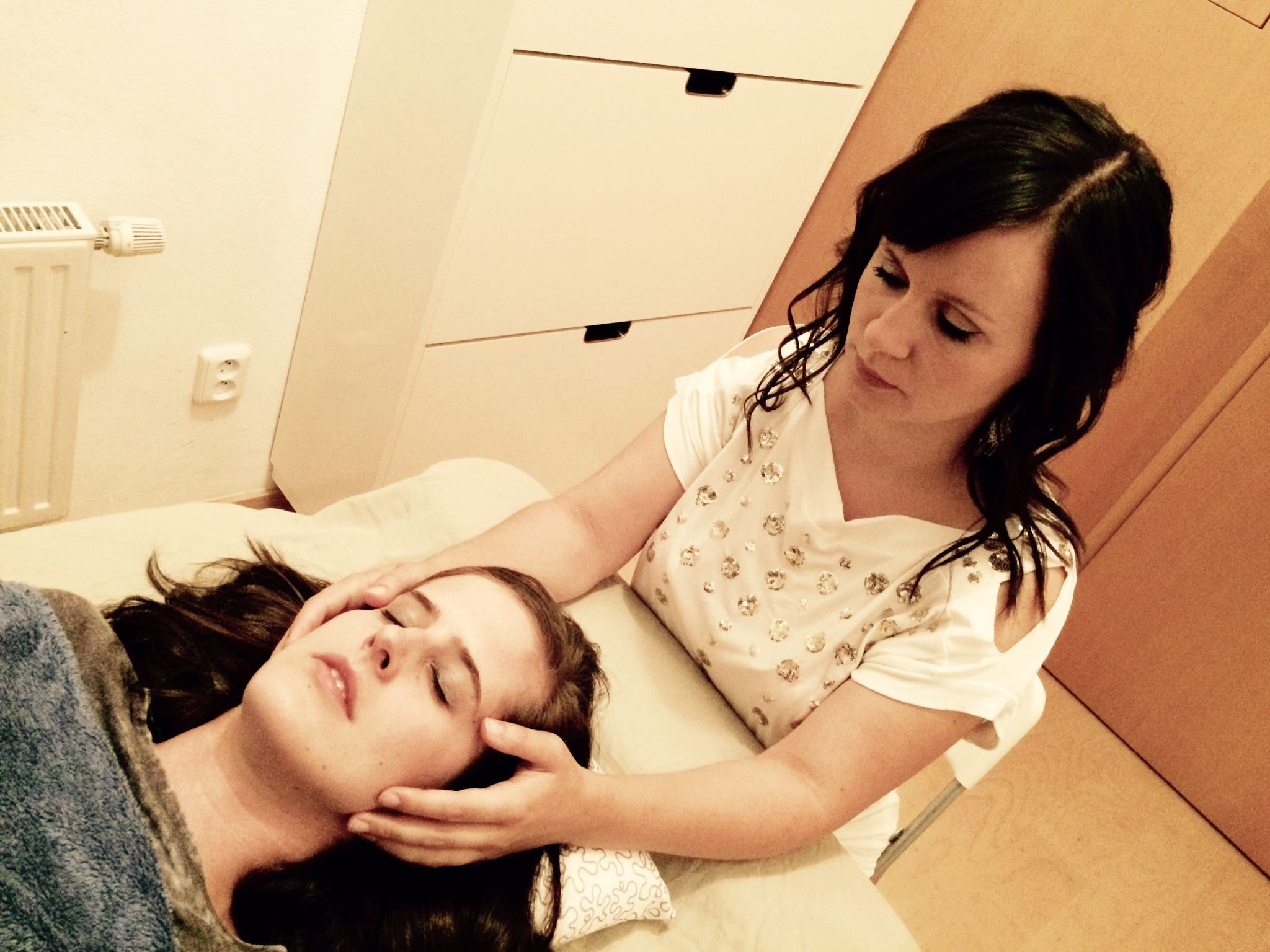
Craniosacraal therapie

Craniosacraal therapie is een behandelwijze met als doel het bevorderen van de autoregulatie in het craniosacraal systeem en het bindweefselsysteem door middel van zachte en precieze technieken. Het is een interactieve therapie, die ten doel heeft lichaam en geest te helpen zich te bevrijden van spanningen die zijn ontstaan na fysieke en emotionele traumatische belevingen. De therapeut beroert het bindweefsel en het craniosacraal systeem om het lichaam uit te nodigen tot zelfregelende beweeglijkheid.
In het zogenaamde 10 stappen protocol worden, in een logische opbouw, de belangrijkste plaatsen van het craniosacraal systeem behandeld. Er wordt getracht de verharding van het bindweefsel te verzachten, door middel van lichte aanraking en het uitoefenen van zachte druk. Door de diepe ontspanning die daarbij ontstaat, kunnen ook de lagen die met een verharding te maken hebben worden behandeld. Deze verhardingen zijn, volgens de theorie, mogelijk verantwoordelijk voor het voortbestaan van klachten.

## Risico's en controverse
Ongereguleerde alternatieve therapieën, zoals craniosacraal therapie, kunnen gevaarlijk zijn, door het ontbreken van (voldoende) toezicht. Therapeuten kunnen handelingen wijzigen of toevoegen naar eigen inzicht en onbewezen gezondheidsclaims doen, met ongewenste gevolgen. Bij levensbedreigende of ernstige ziektes is het van belang dat de patiënt in eerste instantie reguliere medische zorg krijgt aangeboden.
De theorie achter craniosacraal therapie, de genoemde flexibiliteit van schedelhechtingen en het bestaan van een 'craniosacraal ritme', is omstreden en niet wetenschappelijk bewezen.

## Wetenschappelijk onderzoek
Dr. John E. Upledger en Ernest W. Retzlaff stelden een onderzoeksteam samen om de vermeende puls ('craniosacraal ritme') te onderzoeken en Dr. Sutherland's theorie van schedelbotbeweging verder te bestuderen. Ze publiceerden de resultaten, die zij interpreteerden als ondersteuning voor zowel het concept van schedelbotbeweging als het concept van een 'craniosacraal ritme'. Latere onafhankelijke beoordelingen van deze onderzoeken concludeerden dat ze geen goed bewijs leverden voor het bestaan van de voorgestelde schedelbotbeweging.
Bij wetenschappelijk onderzoek naar het toepassen van craniosacraal therapie bij lage rugpijn, nekpijn is de effectiviteit veelbelovend. Ook bij patiënten met chronische pijn blijkt craniosacraal therapie significante verbetering van pijn en functie op te kunnen leveren, waarvan het effect zes maanden kan aanhouden.

## Craniosacraal systeem
Het craniosacraal systeem van de mens bestaat uit de schedel (cranium), het centrale zenuwstelsel (hersenen en ruggenmerg) tot en met het heiligbeen (sacrum). Het centrale zenuwstelsel wordt omhuld door de hersen- en ruggenmergvliezen. Het buitenste harde vlies heet de dura mater. Dit harde hersenvlies zorgt ervoor dat de hersen- ruggenmergvloeistof (liquor), niet weg kan lekken. Het craniosacraal systeem is een onderdeel van het bindweefselsysteem.
Craniosacraal ritme
De Amerikaanse osteopathisch arts, Dr. John Upledger, ontdekte begin jaren '70, een voor hem onbekend ritme. Upledger noemde dit het 'craniosacraal ritme', ook wel de 'primaire ademhaling' genoemd. Volgens Upledger vindt de voeding van hersenen en ruggenmerg plaats door het ritmisch verversen van de hersenvloeistof. Het ritme ontstaat door een pompsysteem diep binnenin de hersenen. Via de schedelbotten, de wervelkolom en het stuitje beweegt het ritme golvend door het lichaam.
Verversing van de hersenvloeistof is van vitaal belang voor het goed functioneren van het centrale zenuwstelsel. Volgens Upledger kan de beweging worden waargenomen aan de schedel en staat door het bindweefsel (de fascia) in contact met het hele lichaam. Hierdoor is de beweging uiteindelijk ook voelbaar in de rest van het lichaam. Voor het 'craniosacraal ritme' is het belangrijk dat er geen belemmeringen zijn, aldus Upledger. Deze theorie is nog niet wetenschappelijk bewezen.
Bindweefsel
Een belangrijke ontdekking is het belang van de functie van het bindweefsel en de invloed daarvan op ons functioneren. Ons lichaam bestaat voor 25% uit bindweefsel, alle structuren in ons lichaam zijn hierdoor met elkaar verbonden. Dit bindweefsel kunnen we ons voorstellen als een cocon die onze schedel, ruggenmerg, organen, botten, spieren, gewrichten, bloedvaten en zenuwen omhult, steunt en verbindt.
Bij een trauma of ziekte zal ons lichaam in eerste instantie zelf proberen te herstellen. Afhankelijk van de ernst, hebben we daar medische zorg, therapie en tijd voor nodig. Ook emotionele trauma’s komen we, na een bepaalde tijd, weer te boven. Het trauma is dan deel geworden van onze geschiedenis.
Soms is het trauma zo groot of het zoveelste op een rij, dat genezing of herstel lang kan duren of zelfs uitblijft. In die situatie kan ons lijf overgaan op een tweede mogelijkheid: het zo efficiënt mogelijk 'inkapselen', waardoor een 'litteken' ontstaat. Dit litteken zorgt voor verharde plaatsen in het bindweefsel die vervolgens de balans verstoren. Klachten kunnen zich acuut of geleidelijk voordoen op de plek waar een verstoring zit, en kunnen zich ook op een hele andere plek in het lichaam openbaren. Volgens craniosacraal therapeuten is het 'craniosacraal ritme' op deze 'verharde' plaatsen minder voelbaar.